# Woodyön
Woodyön (kinesiska: 永興島, 林島) är en ö bland Paracelöarna i Sydkinesiska havet. Paracelöarna har annekterats av Kina, men Taiwan och Vietnam gör också anspråk på dem. Arean är 2,1 kvadratkilometer.
Terrängen på Woodyön är mycket platt. Öns högsta punkt är 16 meter över havet. Den sträcker sig 2,0 kilometer i nord-sydlig riktning, och 2,7 kilometer i öst-västlig riktning.